# ブルーモーメント

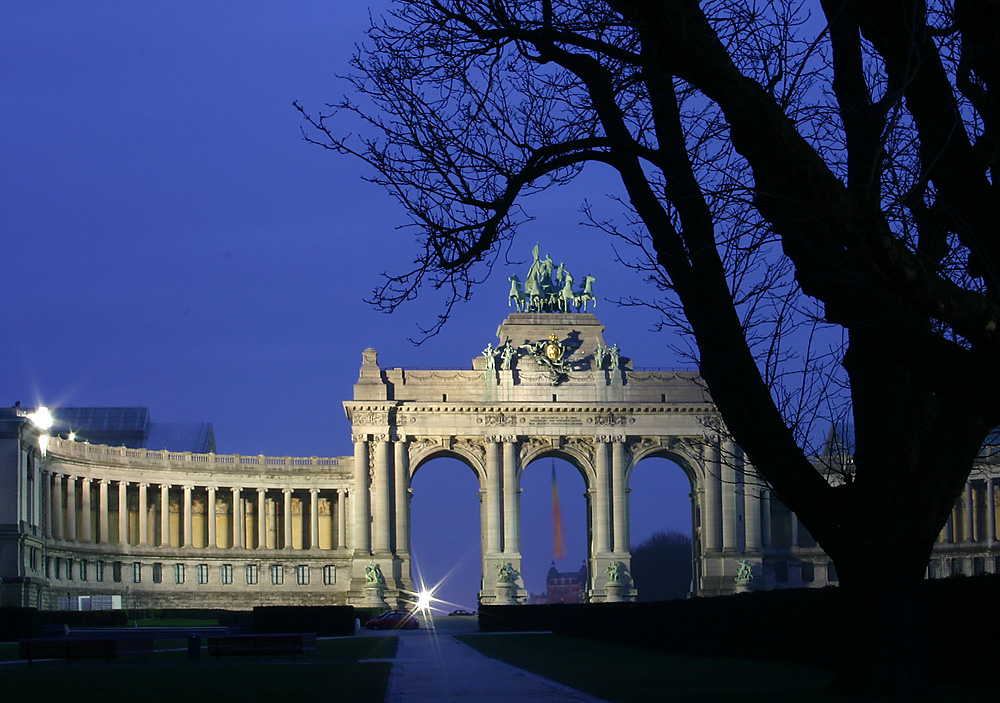
ブルーモーメント、ブリュッセル

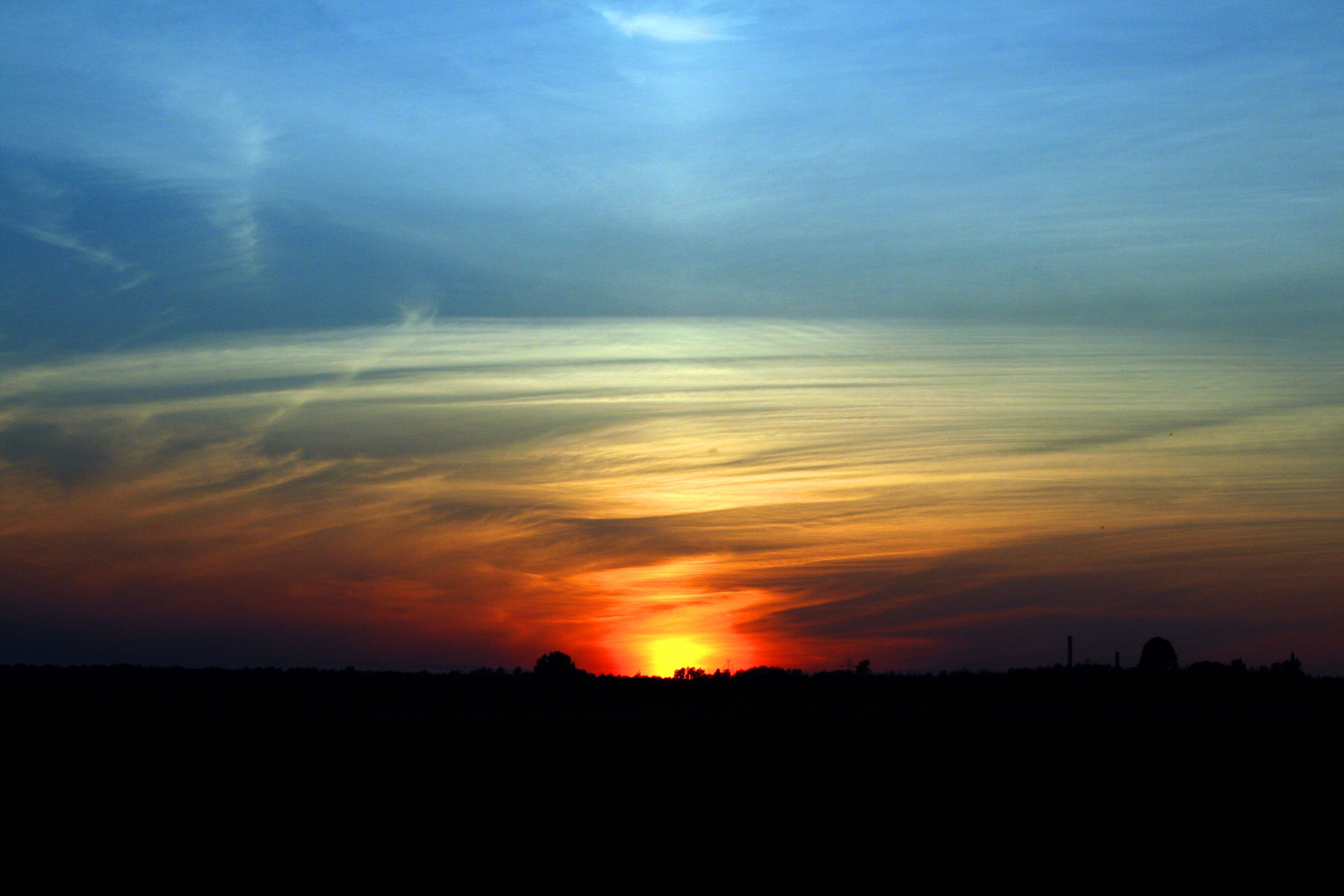
夕焼け（下）とブルーモーメント（上）

ブルーモーメント（英: blue moment）は夜明け前と夕焼けの後のわずかな隙に訪れる、辺り一面が青い光に照らされてみえる現象。天気が良かった雲のほとんどない、または全くない空気の澄んだ日にだけ現れる。
夕焼けが赤く、日没の前から日没直後まで見られることとは対照的に、ブルーモーメントは青く、日没後の短い時間しか見ることができない。時間が経つにつれブルーモーメントの青色は暗くなり、夜の暗闇に変わる。
もともと薄明の時間が長い北欧で生まれた言葉であり、北欧諸国においては、白夜の時期は数時間にわたってブルーモーメントが見られる。
日本においては天気の良い日没の直後、目の前の風景が青に染まる時間が数分 - 10数分間ほど訪れることがある。
「青の瞬間」と呼ばれることがある。

## 仕組み
太陽光が地表に届くまでに、大気中の分子とぶつかり、波長の短い青い光が強く散乱される「レイリー散乱」によって、この現象が発生する。日中は他の色も散乱されるため、水色のような明るい色になるが、日の出前や日の入り後のわずかな数分間は、地平線の下から差す太陽光が大気中を長く進み、空の高いところで分子との衝突が多く発生するため、青い光の散乱が際立ち、深い青色となる。